# 米林站
米林站是一個位於中國西藏自治区林芝市米林县的铁路车站。2021年6月25日随拉林铁路的正式开通运营投入使用。车站站房面积2000平方米，以白色为主，藏红、灰色点缀；站场设4条到发线。